# Gerlosberg
Gerlosberg is een gemeente in het district Schwaz in de Oostenrijkse deelstaat Tirol.

## Geografie
Gerlosberg ligt ten oosten van Rohrberg aan het begin van het Gerlostal. In het zuiden wordt het gemeentegebied door de Gerlosbach begrensd, die in een diep uitgesneden kloof stroomt. In het noorden reikt het gebied tot de 2558 meter hoge Kreuzjoch. De nederzetting strekt zich uit over een langzaam oplopende berghelling met sterk verspreide kernen.

## Geschiedenis
Gerlosberg werd in 1237 voor het eerst als Gerlaisperch vermeld. De huidige boerderijen zijn voortgekomen uit de voormalige alpenboerderijen, die sinds de 12e eeuw door verschillende grondheren werden gebouwd. Zoals ook in Rohrberg en Hainzenberg zijn er nog sporen van een goudmijnbouw te vinden in Gerlosberg.

## Economie en infrastructuur
Naast de landbouw is het toerisme de belangrijkste bron van inkomsten binnen de gemeente. Een groot deel van de bevolking is echter werkzaam buiten de gemeentegrenzen. Gerlosberg is bereikbaar over de Gerlosstraße die vanuit Zell am Ziller over de Gerlospas loopt richting Salzburg.
Achenkirch · 
Aschau im Zillertal · 
Brandberg · 
Bruck am Ziller · 
Buch  in Tirol · 
Eben am Achensee · 
Finkenberg · 
Fügen · 
Fügenberg · 
Gallzein · 
Gerlos · 
Gerlosberg · 
Hainzenberg · 
Hart im Zillertal · 
Hippach · 
Jenbach · 
Kaltenbach · 
Mayrhofen · 
Pill · 
Ramsau im Zillertal · 
Ried im Zillertal · 
Rohrberg · 
Schlitters · 
Schwaz · 
Schwendau · 
Stans · 
Steinberg am Rofan · 
Strass im Zillertal · 
Stumm · 
Stummerberg · 
Terfens · 
Tux · 
Uderns · 
Vomp · 
Weer · 
Weerberg · 
Wiesing · 
Zell am Ziller · 
Zellberg